# Viscos
Viscos (gaskognisch Biscòs) ist eine französische Gemeinde mit 34 Einwohnern (Stand 1. Januar 2022) im Département Hautes-Pyrénées in der Region Okzitanien; sie gehört zum Arrondissement Argelès-Gazost und zum Kanton La Vallée des Gaves.

## Lage
Viscos liegt im Süden des Département Hautes-Pyrénées rund 37 km (Luftlinie) südsüdwestlich von Tarbes. Der Ort liegt am östlichen Abhang des Bergs Pic de Viscos im Vallée de Luz. Der Fluss Gave de Gavarnie bildet die östliche Gemeindegrenze. Viscos liegt zudem im Nationalpark Pyrenäen.
Die Gemeinde besteht aus dem Dorf Viscos und Einzelgehöften.

## Geschichte
Im frühen Mittelalter wechselte die Herrschaft häufig (Westgoten, Basken, Franken, Sarazenen). Danach war der Ort jahrhundertelang unter der Herrschaft des Königreichs Aquitanien respektive des Herzogtums Gascogne. Von 900 bis 1609 gab es eine Grafschaft Bigorre innerhalb der vorgenannten Gebiete. Im Hundertjährigen Krieg war Vizos manchmal unter englischer, manchmal unter französischer Herrschaft. Von 1425 bis 1609 gehörte der Ort als Teil der Grafschaft Bigorre zur nur lose mit Frankreich verbundenen Grafschaft Foix. Weil der letzte Herrscher dieser Grafschaft, König Heinrich II. aus dem Hause Bourbon, 1589 den Thron von Frankreich (als Heinrich IV.) bestieg, waren die Orte der Region 1609 bis 1789 Krondomäne. Die Gemeinde gehörte von 1793 bis 1801 zum District Argelès. Zudem war sie von 1793 bis 2015 Teil des Kantons Luz-Saint-Sauveur. Mit Ausnahme der Jahre 1926 bis 1942 (Arrondissement Bagnères) war Vizos seit 1801 Teil des Arrondissements Argelès-Gazost. Erste namentliche Erwähnung als De Biscos im Kopialbuch von Bigorre im 12. Jahrhundert.

## Bevölkerungsentwicklung
| Jahr                       | 1962 | 1968 | 1975 | 1982 | 1990 | 1999 | 2006 | 2012 | 2020 |
| Einwohner                  | 56   | 63   | 48   | 41   | 32   | 41   | 44   | 43   | 33   |
| Quellen: Cassini und INSEE |      |      |      |      |      |      |      |      |      |

Im 19. Jahrhundert zählte der Ort immer mehr als 100 Einwohner. Die zunehmende Mechanisierung der Landwirtschaft führte zu einem kontinuierlichen Absinken der Einwohnerzahlen bis auf die Tiefststände in neuerer Zeit.

## Sehenswürdigkeiten

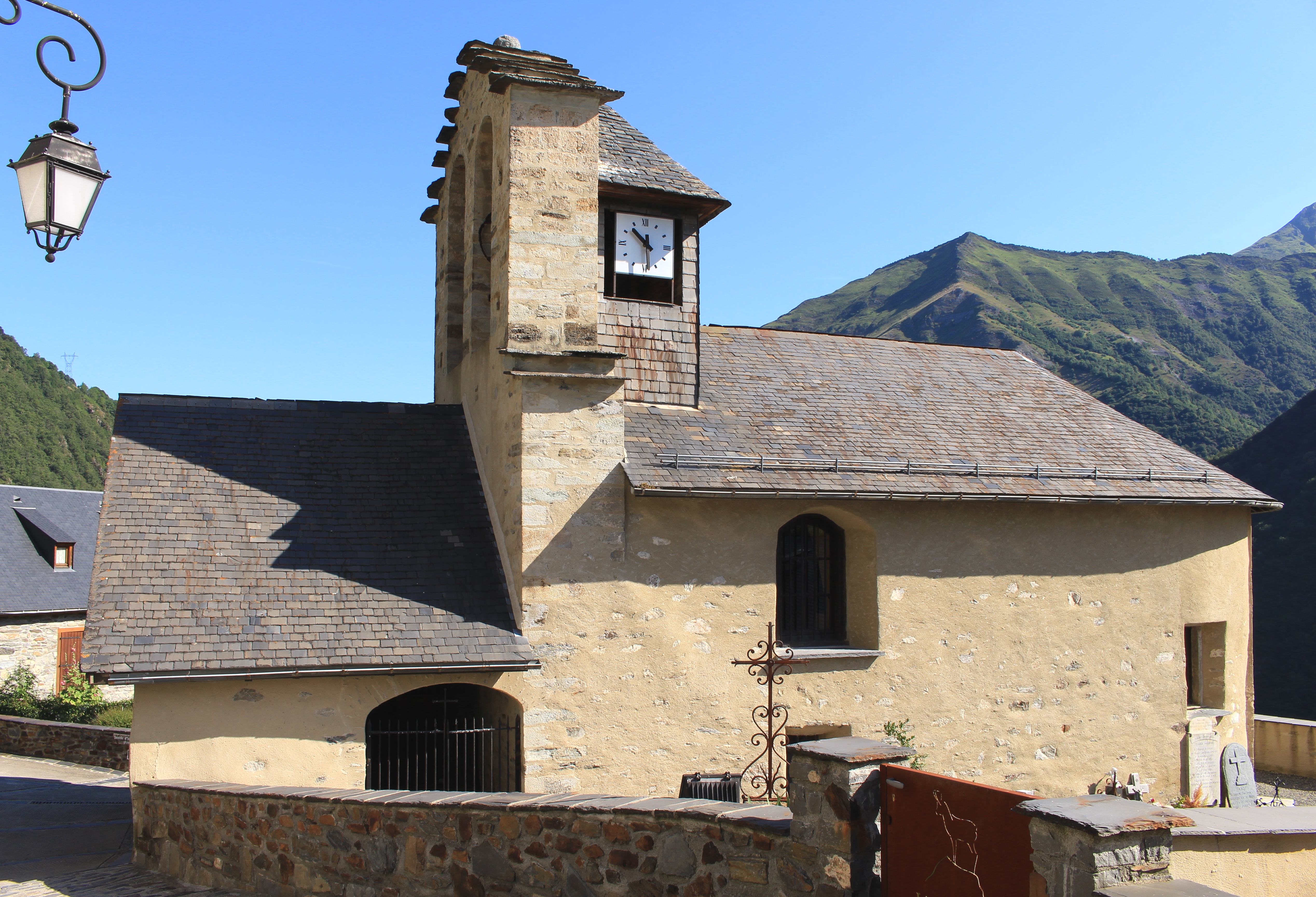
Kirche Saint-Pierre
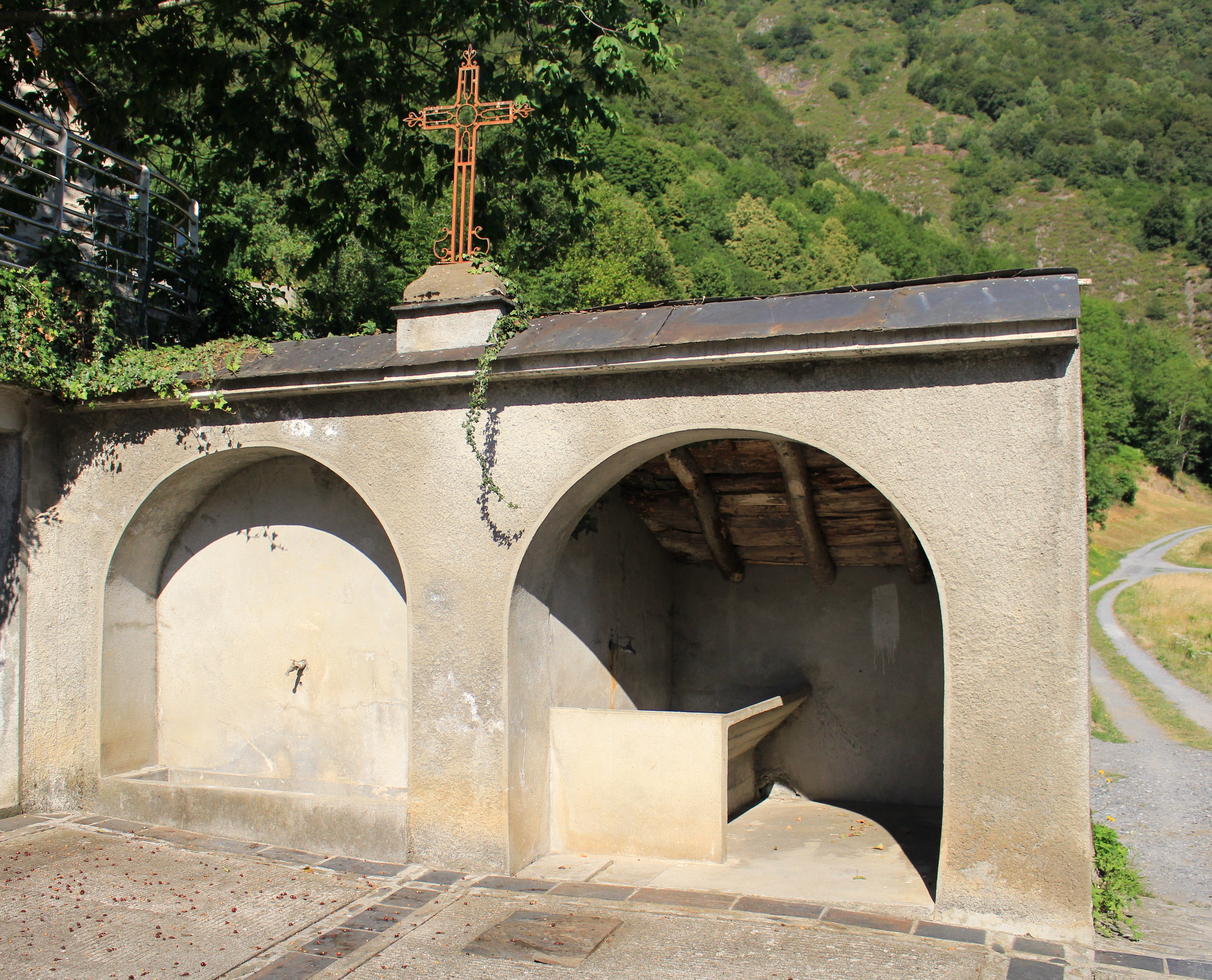
Lavoir ehemaliges (Waschhaus)
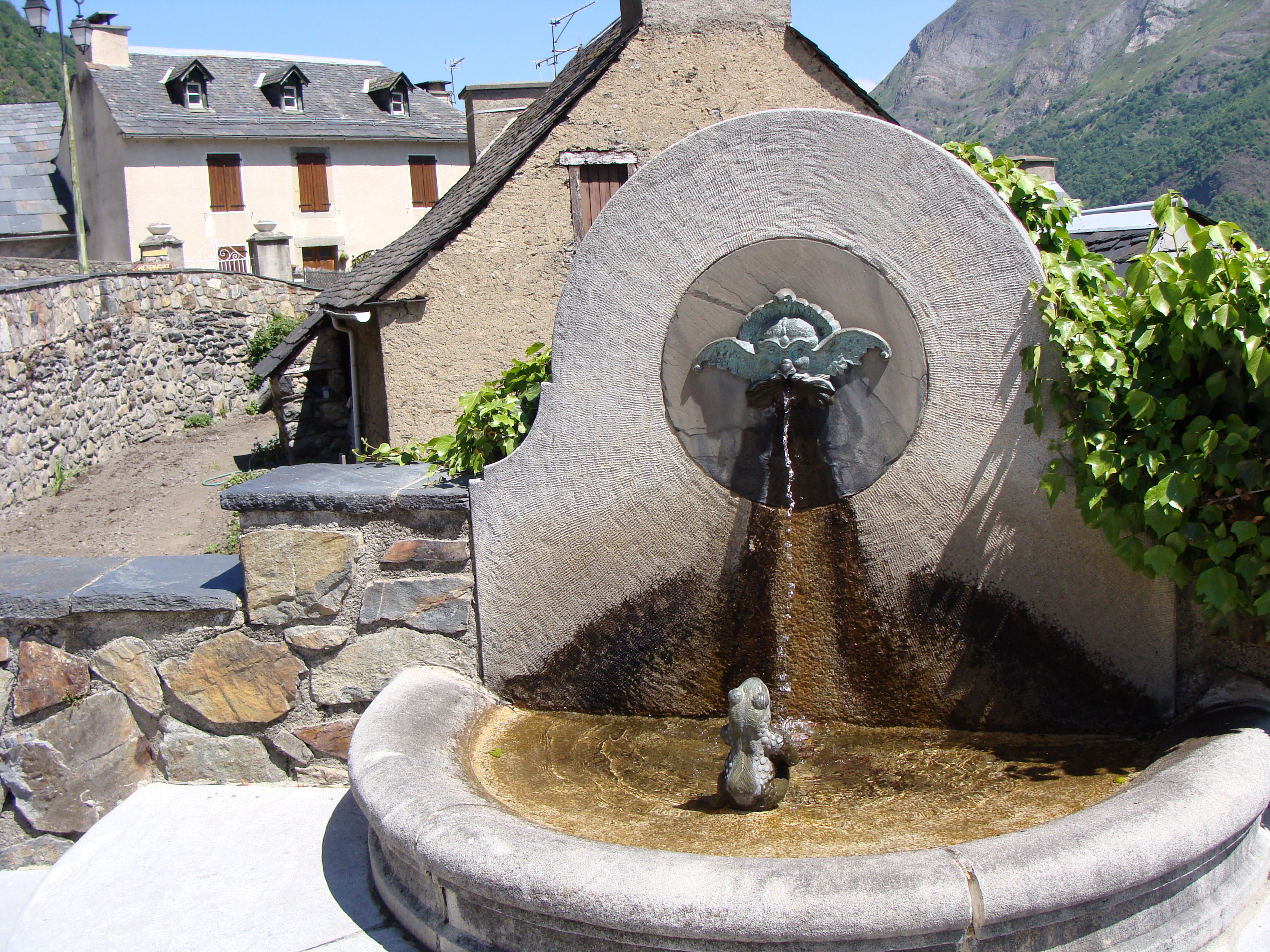
Brunnen
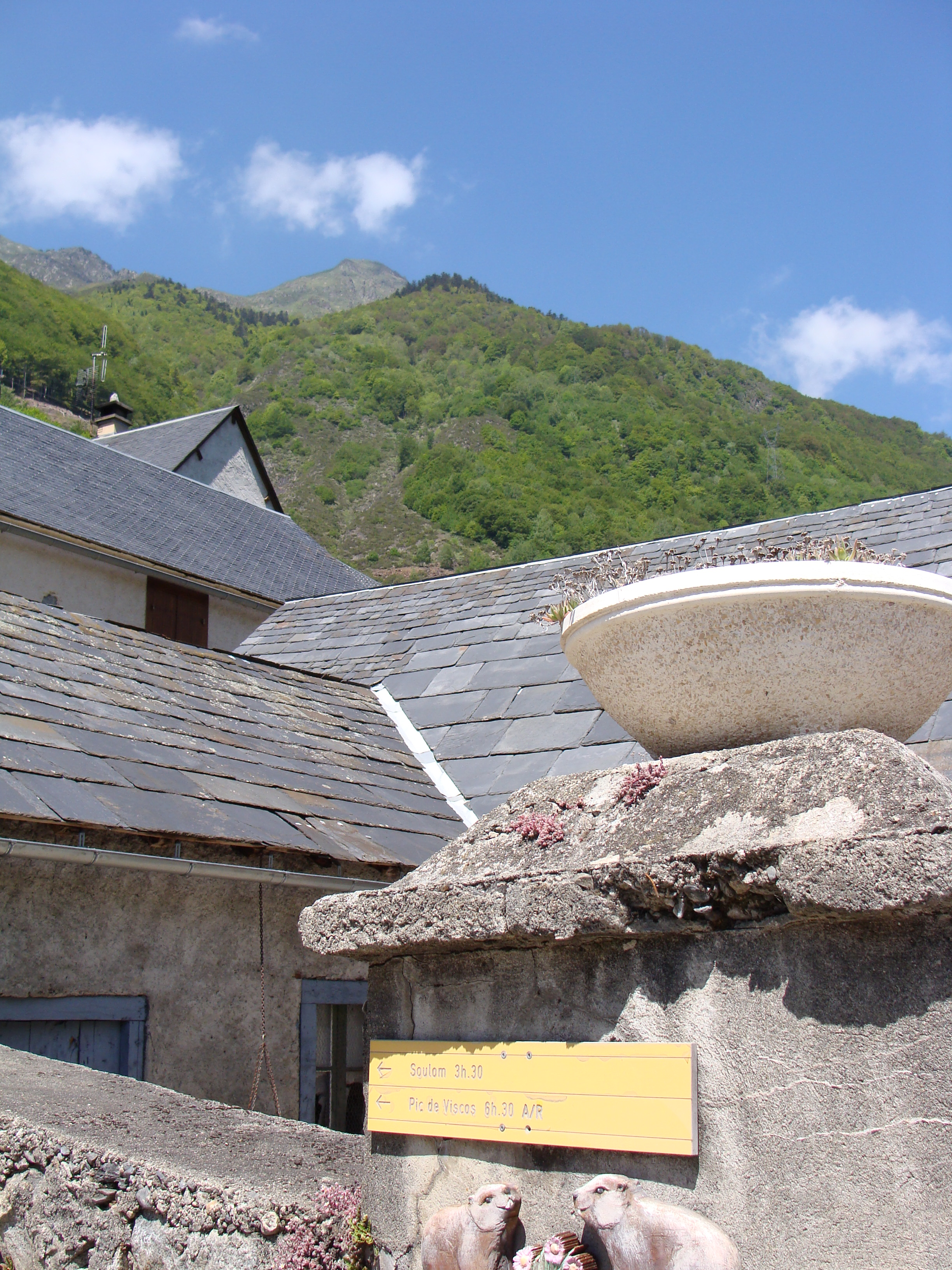
Blick zum Pic de Viscos

- Kirche Saint-Pierre
- Ehemaliges Waschhaus
- Brunnen
- Blick zum Pic de Viscos